# نهاش محدب
نهاش محدب (الاسم العلمي: Lutjanus gibbus) (بالإنجليزية: Humpback red snapper)‏ هو نوع من الأسماك يتبع جنس النهاش من الفصيلة النهاشية.